# Kaperbrief

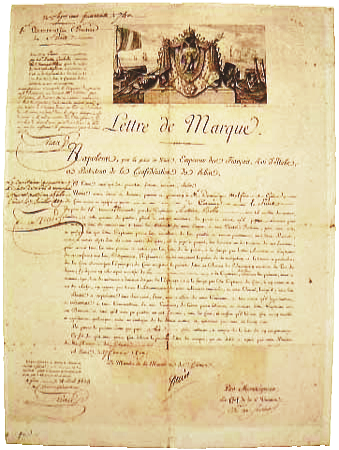
Franse kaperbrief voor kapitein Bollo, 1809.

Een kaperbrief was een brief die door de overheid of koning werd geschreven, waarmee een schip dat die brieven aan boord had, het recht werd gegeven om schepen van vijandelijke mogendheden aan te vallen en leeg te roven. De kapitein die een dergelijke brief had verworven (en ook wel zijn schip), werd een kaper genoemd.
Hoewel kaperij in theorie een methode van economische oorlogvoering was, was het in de praktijk in veel gevallen niets meer dan door de overheid gesanctioneerde en/of gelegitimeerde piraterij.
Bekende kapers met een kaperbrief waren onder anderen De Victualiënbroeders, de geuzen, de Nederlanders Piet Heyn en Cornelis Jol, de Fransen Robert Surcouf en Jan Baert ("de schrik van de Noordzee") en de Engelsen Francis Drake, Walter Raleigh, William Kidd, Henry Morgan. Deze laatste twee werden later trouwens door hun eigen regering vervolgd wegens piraterij.

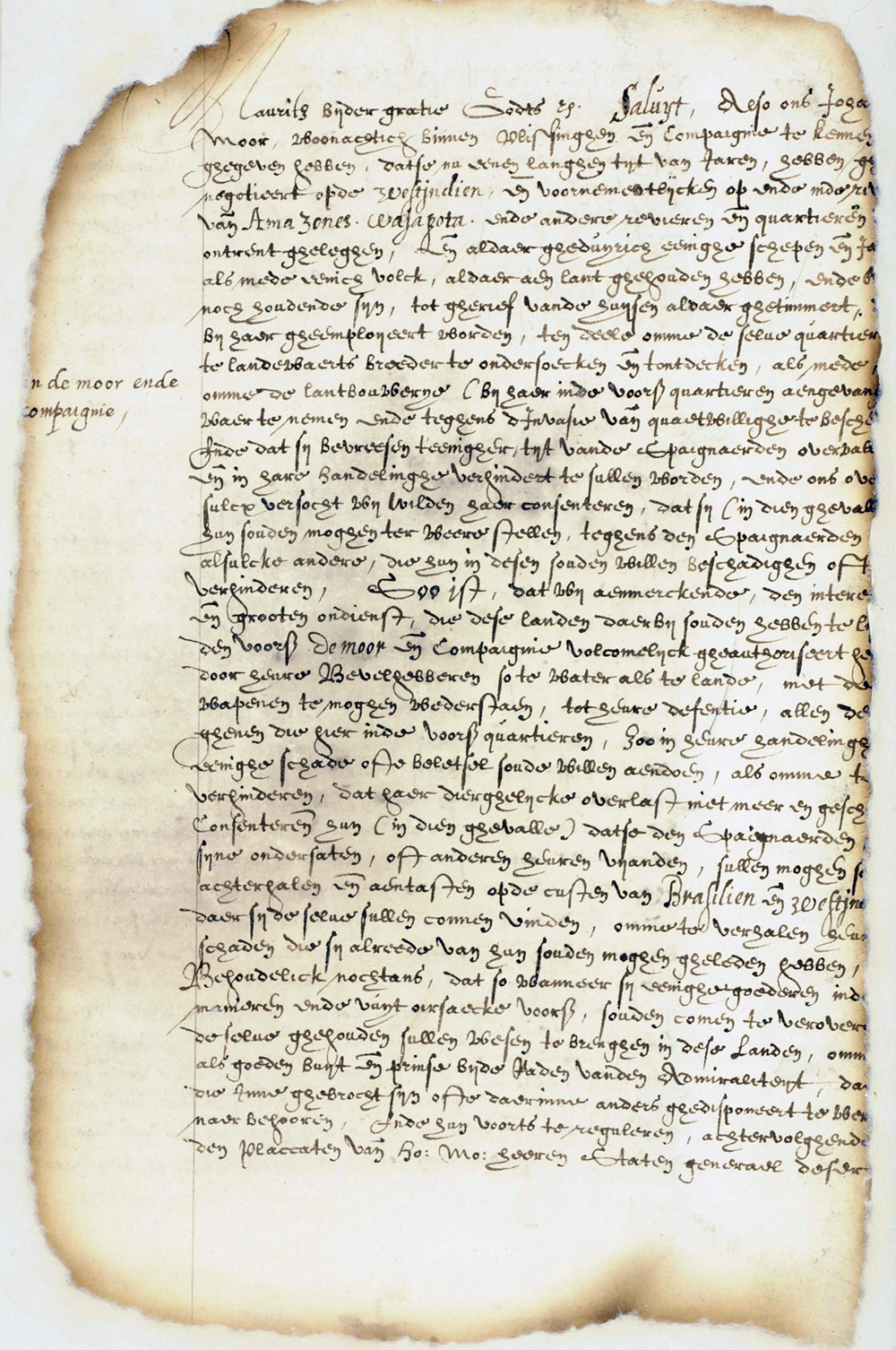
Kaperbrief van Maurits van Nassau voor Johan de Moor uit Vlissingen, 1 juni 1618, pagina 1

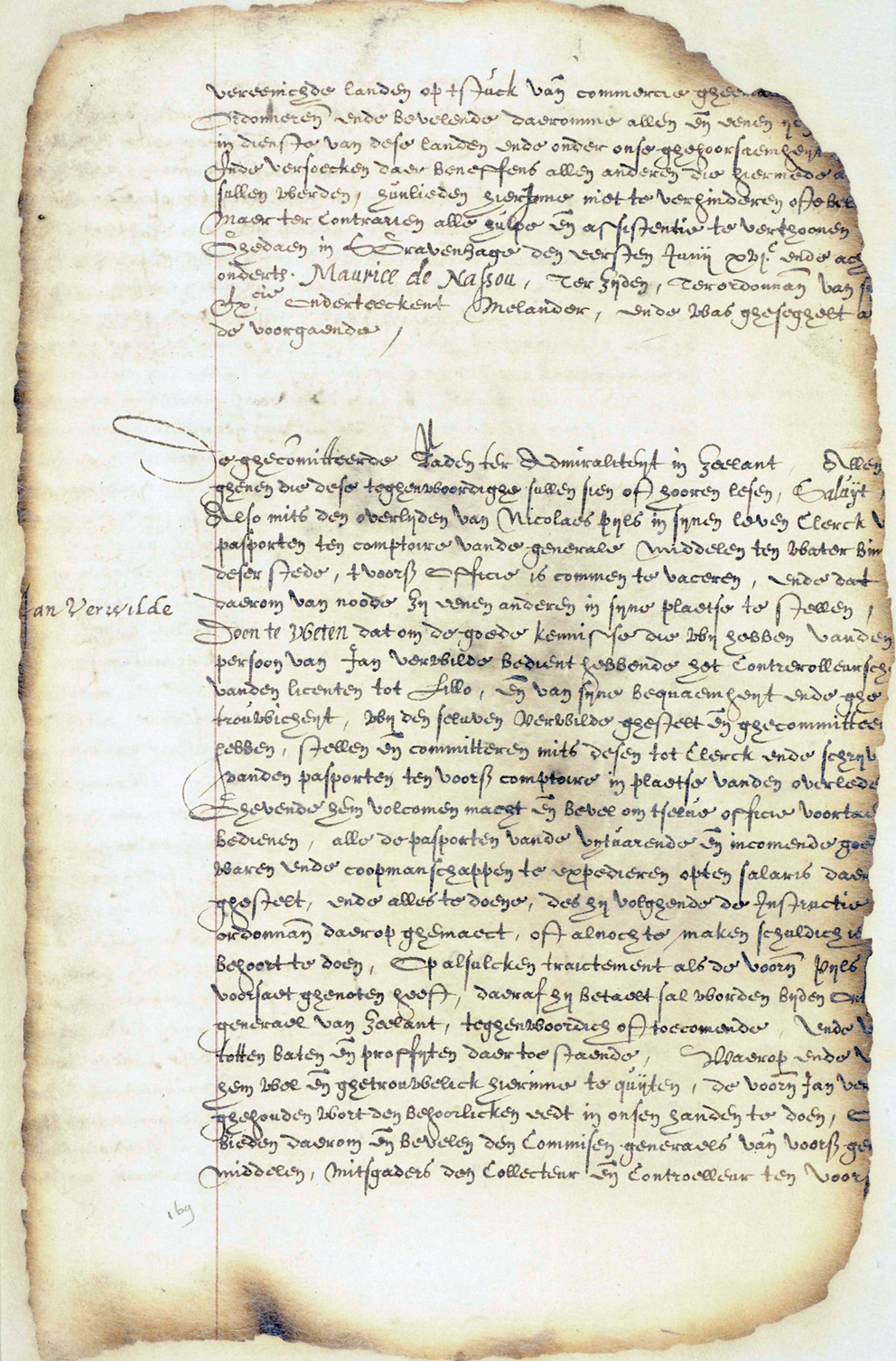
Kaperbrief van Maurits van Nassau voor Johan de Moor, 1 juni 1618, pagina 2.